# آناس اداسودیکا
آناس اداسودیکا (انگلیسی: Anas Edathodika؛ زادهٔ ۱۵ فوریهٔ ۱۹۸۷) بازیکن فوتبال اهل هند است.
وی همچنین در تیم ملی فوتبال هند بازی کرده‌است.